# Лео Шпитцер
Лео Шпитцер (на немски: Leo Spitzer, роден на 7 февруари 1887 г. във Виена, Австро-Унгария — починал на 16 септември 1960 г. във Форте дей Марми, Италия) е австрийски професор по романска филология и испанистика.
Той е сред създателите на модерната лингвистична стилистика.

## Биография
Лео Шпитцер пише дисертация при Вилхелм Майер-Любке, защитава я през 1910 г. През 1913 г. бива избран за частен доцент във Виенския университет. Професор по стилистика в университетите в Марбург (1925) и Кьолн (1930). Напуска Германия през 1933 г., бягайки в Истанбул. Оттам през 1936 г. се прехвърля в САЩ, където заема мястото на професор по романска филология в университета „Джонс Хопкинс“ (овакантеното място на починалия през 1934 г. Дейвид Блондхайм). В „Джонс Хопкинс“ Шпитцер остава до края на живота си.

## За него
- Ангел В. Ангелов. „Хуманизъм и Европа във филологията на Лео Шпитцер“. – Годишник на Филологическия факултет, ЮЗУ „Неофит Рилски“, Благоeвград, 2008, с. 196-238.
- Ангел В. Ангелов. „Психологическата стилистика на Лео Шпитцер“. – сп. „Литературна мисъл“, 1985, № 7.
- Ангел В. Ангелов и Димитър Дочев. „Размишления за индивидуалността на текста, предизвикани от анализите на Лео Шпитцер“. – Годишник на СУ „Св. Климент Охридски“, Център по културознание: Сборник, посветен на 60-год. на проф. д-р Атанас Натев. Т. 83, кн. 6, 1990. - София, 1994, с. 33-42; Също и в: „Литературен вестник“, бр.19, 16-22 юни 1994, с. 6.